# Numérotation des départements français

Carte de France métropolitaine indiquant les numéros des départements.

La numérotation des départements français est l'attribution d'un numéro à chaque département de la France.
Deux systèmes de numérotation ont eu cours :
- De 1792 à 1875, une numérotation à usage postal, présente sur les marques d'affranchissement du courrier ;
- Depuis 1941, une numérotation introduite par le code officiel géographique et utilisée ensuite pour l'immatriculation des véhicules et la codification des adresses postales.

Ces deux systèmes ont généralement suivi l'ordre alphabétique pour numéroter les départements. Néanmoins, du fait de la création ou de la suppression de certains départements, la numérotation a été modifiée au fil du temps.

## Généralités
En 2014, les 101 départements de France possèdent chacun un code spécifique officiel, attribué par l'Institut national de la statistique et des études économiques et élément du Code officiel géographique. Ce code est constitué de deux caractères pour la France métropolitaine, trois pour la France d'outre-mer. Les collectivités d'outre-mer qui ne sont pas des départements possèdent également un code à trois caractères.
Ces codes sont numériques, à l'exception des deux départements de Corse, alphanumériques, constitués d'un chiffre et d'une lettre, mais aussi du Rhône et de la Métropole de Lyon, constitués de deux chiffres et d'une lettre.
Le classement des départements est globalement effectué dans l'ordre alphabétique, mais de nombreuses exceptions existent, conséquences de l'histoire des départements français.
La liste complète des codes, y compris les territoires d'outre mer, est la suivante :
- 01 : Ain
- 02 : Aisne
- 03 : Allier
- 04 : Alpes-de-Haute-Provence
- 05 : Hautes-Alpes
- 06 : Alpes-Maritimes
- 07 : Ardèche
- 08 : Ardennes
- 09 : Ariège
- 10 : Aube
- 11 : Aude
- 12 : Aveyron
- 13 : Bouches-du-Rhône
- 14 : Calvados
- 15 : Cantal
- 16 : Charente
- 17 : Charente-Maritime
- 18 : Cher
- 19 : Corrèze
- 2A : Corse-du-Sud
- 2B : Haute-Corse
- 21 : Côte-d'Or
- 22 : Côtes-d'Armor
- 23 : Creuse
- 24 : Dordogne
- 25 : Doubs
- 26 : Drôme
- 27 : Eure
- 28 : Eure-et-Loir
- 29 : Finistère
- 30 : Gard
- 31 : Haute-Garonne
- 32 : Gers
- 33 : Gironde
- 34 : Hérault
- 35 : Ille-et-Vilaine
- 36 : Indre
- 37 : Indre-et-Loire
- 38 : Isère
- 39 : Jura
- 40 : Landes
- 41 : Loir-et-Cher
- 42 : Loire
- 43 : Haute-Loire
- 44 : Loire-Atlantique
- 45 : Loiret
- 46 : Lot
- 47 : Lot-et-Garonne
- 48 : Lozère
- 49 : Maine-et-Loire
- 50 : Manche
- 51 : Marne
- 52 : Haute-Marne
- 53 : Mayenne
- 54 : Meurthe-et-Moselle
- 55 : Meuse
- 56 : Morbihan
- 57 : Moselle
- 58 : Nièvre
- 59 : Nord
- 60 : Oise
- 61 : Orne
- 62 : Pas-de-Calais
- 63 : Puy-de-Dôme
- 64 : Pyrénées-Atlantiques
- 65 : Hautes-Pyrénées
- 66 : Pyrénées-Orientales
- 67 : Bas-Rhin
- 68 : Haut-Rhin
- 69D : Rhône
- 69M : Métropole de Lyon
- 70 : Haute-Saône
- 71 : Saône-et-Loire
- 72 : Sarthe
- 73 : Savoie
- 74 : Haute-Savoie
- 75 : Paris
- 76 : Seine-Maritime
- 77 : Seine-et-Marne
- 78 : Yvelines
- 79 : Deux-Sèvres
- 80 : Somme
- 81 : Tarn
- 82 : Tarn-et-Garonne
- 83 : Var
- 84 : Vaucluse
- 85 : Vendée
- 86 : Vienne
- 87 : Haute-Vienne
- 88 : Vosges
- 89 : Yonne
- 90 : Territoire de Belfort
- 91 : Essonne
- 92 : Hauts-de-Seine
- 93 : Seine-Saint-Denis
- 94 : Val-de-Marne
- 95 : Val-d'Oise
- 971 : Guadeloupe
- 972 : Martinique
- 973 : Guyane
- 974 : La Réunion
- 975 : Saint-Pierre-et-Miquelon
- 976 : Mayotte
- 977 : Saint-Barthélemy
- 978 : Saint-Martin
- 984 : Terres australes et antarctiques françaises
- 986 : Wallis-et-Futuna
- 987 : Polynésie française
- 988 : Nouvelle-Calédonie
- 989 : Île de Clipperton

## Histoire

### Origine
Lors de la Révolution française, le décret divisant la France en départements est voté le 22 décembre 1789, leurs limites étant fixées le 26 février 1790. Leur existence prend effet le 4 mars 1790, les départements étant alors au nombre de 83. L'Assemblée constituante ne leur attribue pas de numéro particulier.
Depuis le début du XVIIe siècle, les services postaux français font usage de marques postales permettant de repérer le lieu d'émission. À partir du 1er janvier 1792, les lettres portent une marque au tampon indiquant le bureau émetteur ainsi qu'un numéro spécifiant son département. À cette fin, les départements sont classés par ordre alphabétique de leur éponyme (« Alpes », « Loire », etc.), leur qualificatif (« Haut », « Bas ») servant de classement secondaire. Il est à noter que dans cette première numérotation, les départements comportant l'adjectif "Haut(es)" viennent avant ceux comportant l'adjectif "Bas(ses)". Cette situation a été inversée par la suite.
Les numéros utilisés sont donc les suivants :
1. Ain
2. Aisne
3. Allier
4. Hautes-Alpes
5. Basses-Alpes
6. Ardèche
7. Ardennes
8. Ariège
9. Aube
10. Aude
11. Aveyron
12. Bouches-du-Rhône
13. Calvados
14. Cantal
15. Charente
16. Charente-Inférieure
17. Cher
18. Corrèze
19. Corse (Golo 1793-1811)
20. Côte-d'Or
21. Côtes-du-Nord
22. Creuse
23. Dordogne
24. Doubs
25. Drôme
26. Eure
27. Eure-et-Loir
28. Finistère
29. Gard
30. Haute-Garonne
31. Gers
32. Gironde (Bec-d'Ambès 1793-1795)
33. Hérault
34. Ille-et-Vilaine
35. Indre
36. Indre-et-Loire
37. Isère
38. Jura
39. Landes
40. Loir-et-Cher
41. Haute-Loire
42. Loire-Inférieure
43. Loiret
44. Lot
45. Lot-et-Garonne
46. Lozère
47. Maine-et-Loire
48. Manche
49. Marne
50. Haute-Marne
51. Mayenne
52. Meurthe
53. Meuse
54. Morbihan
55. Moselle
56. Nièvre
57. Nord
58. Oise
59. Orne
60. Paris (Seine à partir de 1795)
61. Pas-de-Calais
62. Puy-de-Dôme
63. Hautes-Pyrénées
64. Basses-Pyrénées
65. Pyrénées-Orientales
66. Haut-Rhin
67. Bas-Rhin
68. Rhône-et-Loire
69. Haute-Saône
70. Saône-et-Loire
71. Sarthe
72. Seine-et-Oise
73. Seine-et-Marne
74. Seine-Inférieure
75. Deux-Sèvres
76. Somme
77. Tarn
78. Var
79. Vendée (Vengé 1793-1795)
80. Vienne
81. Haute-Vienne
82. Vosges
83. Yonne

### Évolutions
Jusqu'à la fin du Premier Empire en 1815, les nouveaux départements sont simplement ajoutés en fin de la liste au fur et à mesure de leur création. Les services postaux utilisent ainsi les numéros suivants (les dates de début et de fin étant indiquées entre parenthèses) :
1. Mont-Blanc (1792-1815)
2. Alpes-Maritimes (1793-1814)
3. Jemmapes (1793-1814)
4. Mont-Terrible (1793-1800)
5. Gênes (1805-1814)
6. Loire (1793, séparation du Rhône-et-Loire ; le Rhône conserve le numéro 68)
7. Vaucluse (1793)
8. Liamone (1793-1811)
9. Montserrat (1812-1813)
10. Lys (1795-1814)
11. Escaut (1795-1814)
12. Deux-Nèthes (1795-1814)
13. Dyle (1795-1814)
14. Meuse-Inférieure (1795-1814)
15. Ourthe (1795-1814)
16. Sambre-et-Meuse (1795-1814)
17. Forêts (1795-1814)
18. Léman (1798-1814)
19. Mont-Tonnerre (1801-1814)
20. Sarre (1801-1814)
21. Rhin-et-Moselle (1801-1814)
22. Roer (1801-1814)
23. Pô (1801-1814)
24. Stura (1801-1814)
25. Marengo (1801-1814)
26. Sesia (1801-1814)
27. Tanaro (1801-1805)
28. Montenotte (1805-1814)
29. Doire (1801-1814)
30. Apennins (1805-1814)
31. Taro (1805-1814)
32. Arno (1808-1814)
33. Méditerranée (1808-1814)
34. Ombrone (1808-1814)
35. Tarn-et-Garonne (1808)
36. Rome (1809-1814)
37. Trasimène (1809-1814)
38. Zuyderzée (1811-1814)
39. Bouches-de-la-Meuse (1811-1814)
40. Bouches-de-l'Yssel (1811-1814)
41. Yssel-Supérieur (1811-1814)
42. Frise (1811-1814)
43. Ems-Occidental (1811-1814)
44. Ems-Oriental (1811-1814)
45. Bouches-de-l'Escaut (1810-1814)
46. Bouches-du-Rhin (1810-1814)
47. Simplon (1810-1815)
48. Bouches-de-l'Elbe (1811-1814)
49. Bouches-du-Weser (1811-1814)
50. Ems-Supérieur (1811-1814)
51. Lippe (1811-1814)
52. Ter (1812-1813)
53. Sègre (1812-1813)
54. Bouches-de-l'Èbre (1812-1813)

À la chute de l'Empire en 1815, les 83 départements initiaux conservent leurs numéros, tandis que les trois autres départements subsistants (Loire, Tarn-et-Garonne et Vaucluse) conservent eux aussi leurs numéros respectifs (88, 115 et 89) dans un premier temps, avant d'être respectivement renumérotés 84, 85 et 86 au cours des années 1830.
En 1860, à la suite de l'annexion du comté de Nice et de la Savoie conduisant à la création des départements des Alpes-Maritimes, de la Savoie et de la Haute-Savoie, ces derniers prennent respectivement les numéros 87, 88 et 89.
L'ordre n'est pas modifié en 1871 lors de la perte de la Moselle, du Bas-Rhin et du Haut-Rhin, la Meurthe-et-Moselle prenant néanmoins la place de la Meurthe.
En 1875, sur les marques postales, le numéro du département est remplacé par le nom du département. Cette première numérotation postale est donc abandonnée.

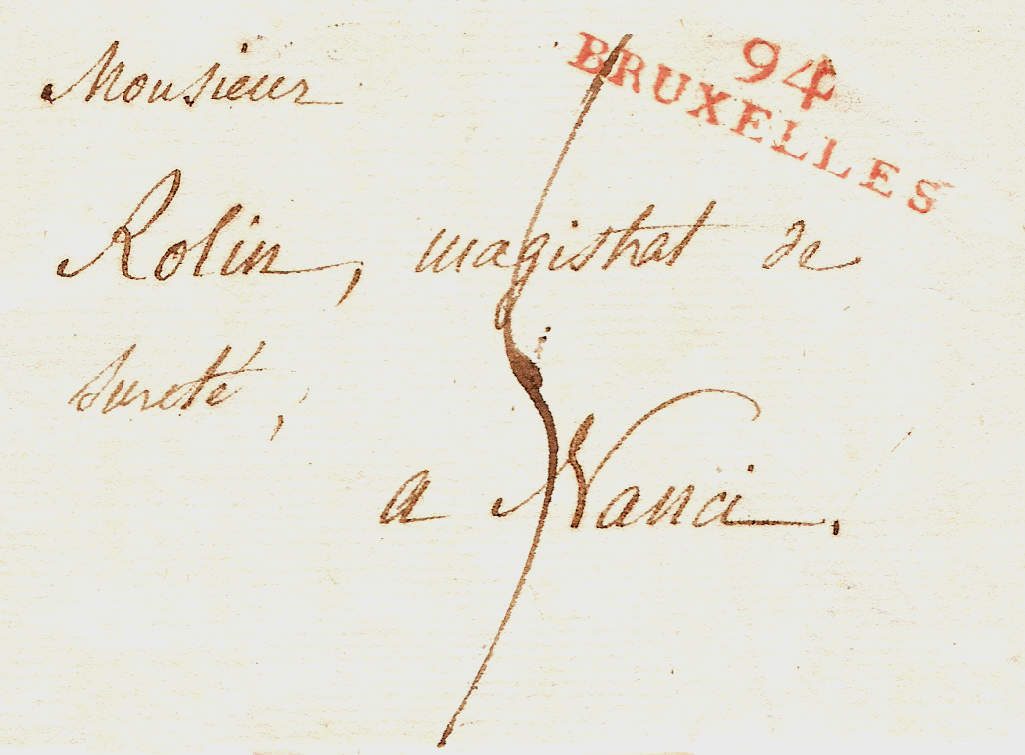
Lettre postée en Belgique en 1803 ; la marque d'oblitération porte le nom du bureau (Bruxelles) et le département français où il est alors situé (94 : Dyle).
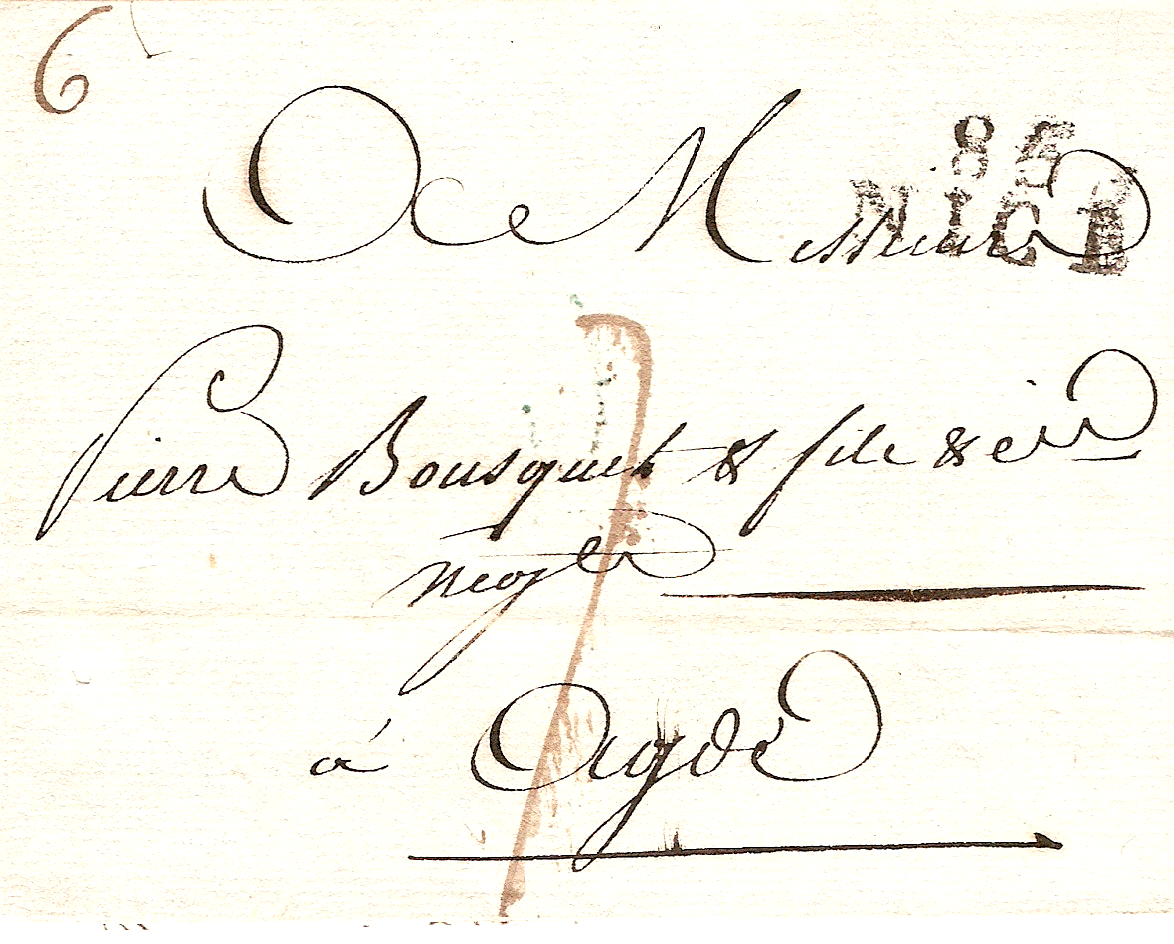
Nice, 1804 : le département des Alpes-Maritimes porte alors le numéro 85 (06 actuellement).
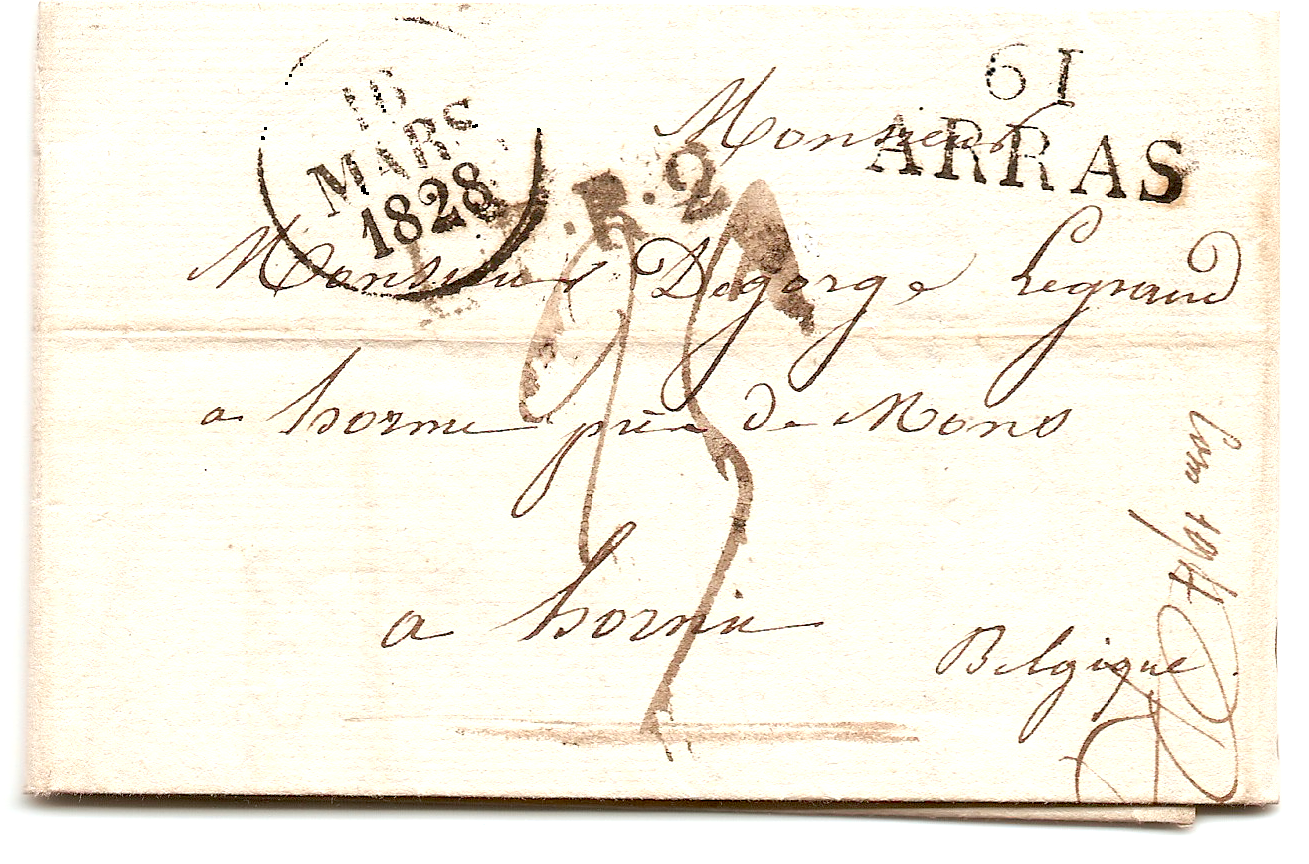
Carte de 1828, postée dans le Pas-de-Calais. La poste attribue alors à ce département le numéro 61 (62 actuellement).

### Code officiel géographique
L'idée d'un code numérique spécifique pour les entités territoriales françaises émerge dès 1935. En 1941, le Service national des statistiques produit un code officiel géographique, rassemblant les codes et les libellés des communes, des cantons, des arrondissements, des départements, des régions, des pays et territoires étrangers,. Les départements et entités équivalentes reçoivent un code ou préfixe à deux chiffres :
- France métropolitaine : 
  - 01 à 89 (selon l'ordre alphabétique)
  - Territoire de Belfort : 90[7]
- Algérie :
  - Alger : 91
  - Oran : 92
  - Constantine : 93
  - Territoires du Sud : 94
- Maroc : 95 seulement à partir de 1943 (code commençant par 981 en 1941)
- Tunisie : 96 seulement à partir de 1943 (code commençant par 981 en 1941)
- Autres territoires de l'Empire colonial français : 98

En 1946, l'Institut national de la statistique et des études économiques devient responsable de ce code. Cette année-là, les départements d'outre-mer sont créés et reçoivent en 1948 deux codes avec le préfixe 97 :
- Guadeloupe : 971 et 975 (auparavant 98702 ; à partir de 1975, seul le 971 sera conservé)
- Martinique : 972 et 976 (auparavant 98703 ; à partir de 1975, seul le 972 sera conservé)
- Guyane : 973 et 977 (auparavant 98704 ; à partir de 1975, seul le 973 sera conservé)
- La Réunion : 974 et 978 (auparavant 98405 ; à partir de 1975, seul le 974 sera conservé)

Le code départemental à deux chiffres est utilisé dans le numéro de sécurité sociale, introduit en 1946. Il apparaît sur les plaques d'immatriculation en 1950. Il se retrouve dans les codes postaux à partir de 1965.

### Évolutions ultérieures

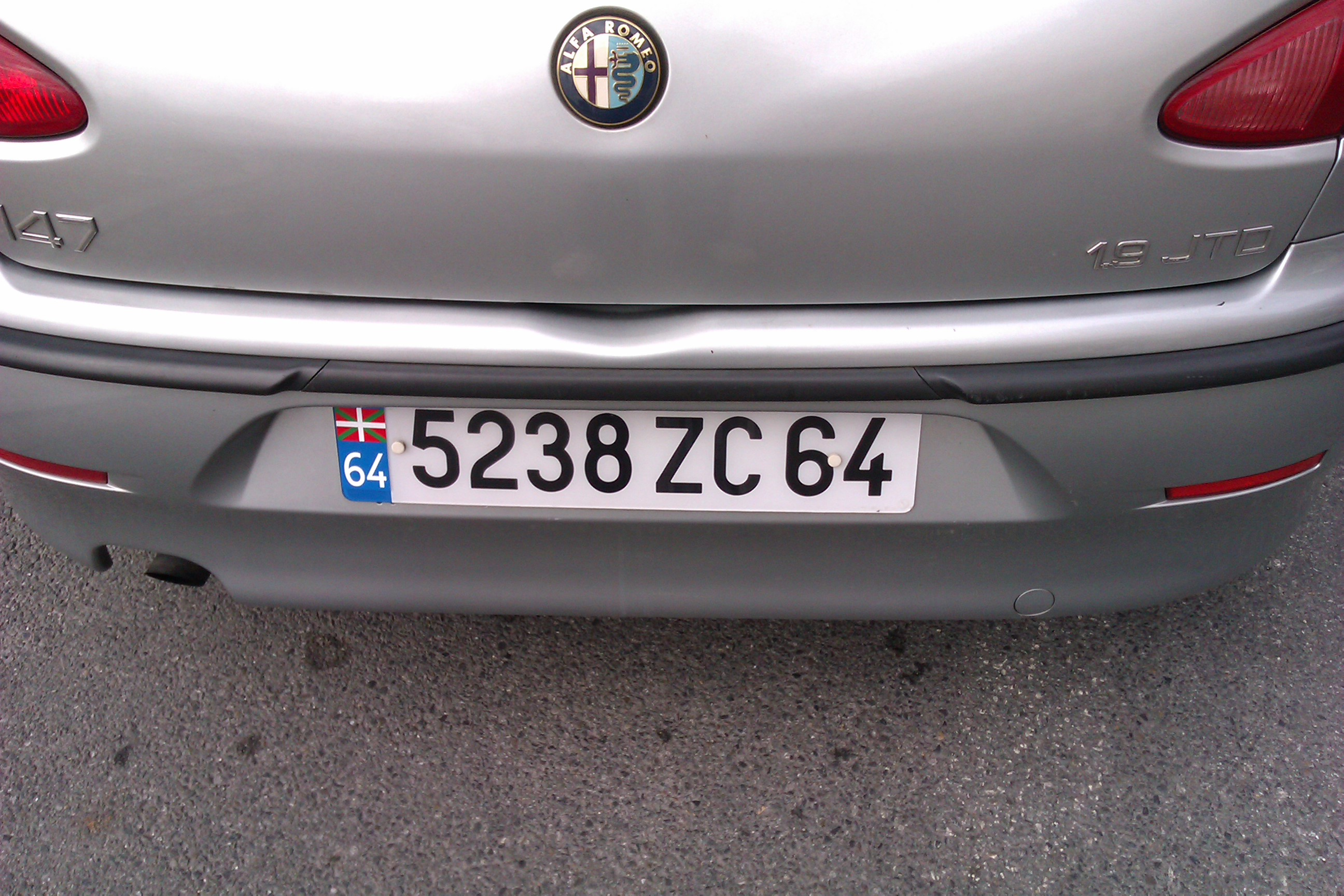
Plaque française indiquant une immatriculation dans les Pyrénées-Atlantiques (64).

En 1955, le nouveau département algérien de Bône est placé en toute fin de liste et reçoit le numéro 99. Le Maroc et la Tunisie prennent leur indépendance en 1956, libérant les numéros 95 et 96. En 1957 et 1958, l'Algérie est à nouveau divisée, mais le principe de numérotation change avec l'utilisation d'un chiffre et d'une lettre (rendant disponibles les numéros 91 à 94) :
- 8A : Oasis
- 8B : Saoura
- 9A : Alger
- 9B : Batna
- 9C : Bône
- 9D : Constantine
- 9E : Médéa
- 9F : Mostaganem
- 9G : Oran
- 9H : Orléansville
- 9J : Sétif
- 9K : Tiaret
- 9L : Tizi Ouzou
- 9M : Tlemcen
- 9N : Aumale
- 9P : Bougie
- 9R : Saïda

L'Algérie devient indépendante en 1962.
En 1968, le redécoupage de l'Île-de-France conduit au démantèlement de la Seine (75) et de la Seine-et-Oise (78). Paris reçoit le premier numéro et les Yvelines le deuxième. Les autres nouveaux départements sont placés en fin de liste : Essonne (91), Hauts-de-Seine (92), Seine-Saint-Denis (93), Val-de-Marne (94) et Val-d'Oise (95).
En 1976, la Corse (20) est divisée en deux. Plutôt que de revoir la numérotation globale, les deux nouveaux départements reçoivent un code alphanumérique : 2A (comme Ajaccio) pour la Corse-du-Sud, 2B (comme Bastia) pour la Haute-Corse.
En 2015, la métropole de Lyon est détachée du Rhône. Les deux collectivités continuent à utiliser le préfixe de code postal 69, mais l'INSEE leur attribue respectivement les codes 69M et 69D.
Les autres collectivités françaises d'outre-mer possèdent des numéros analogues aux quatre premiers départements d'outre-mer (Guadeloupe, Martinique, Guyane et La Réunion), c’est-à-dire un code à 3 chiffres commençant par 97 pour les entités départementale, ayant été département ou ayant fait partie d’un département, et commençant par 98 pour les autres :
- 975 : Saint-Pierre-et-Miquelon (département entre 1976 et 1985, reçoit à cette occasion son code actuel, auparavant 987) ;
- 976 : Mayotte (département depuis 2011, reçoit le code 976 en 2008 ; portait auparavant le numéro 985 attribué en 1985 par scission du code 984 partagé par toutes les entités d’Afrique et terres australes) ;
- 977 : Saint-Barthélemy (reçoit le code 977 en 2008, précédemment au sein du département de la Guadeloupe jusqu’en 2007 avec un numéro commençant par 971) ;
- 978 : Saint-Martin (reçoit le code 978 en 2008, précédemment au sein du département de la Guadeloupe jusqu’en 2007 avec un numéro commençant par 971) ;
- 984 : Terres australes et antarctiques françaises (code attribué en 1985 par scission du code 984 partagé par toutes les entités d’Afrique et terres australes ; pas de code postal) ;
- 986 : Wallis-et-Futuna (code attribué en 1982 par scission du code 986 partagé par toutes les îles de l’océan Pacifique) ;
- 987 : Polynésie française (code attribué en 1982 par scission du code 986 partagé par toutes les îles de l’océan Pacifique) ;
- 988 : Nouvelle-Calédonie (code attribué en 1982 par scission du code 986 partagé par toutes les îles de l’océan Pacifique) ;
- 989 : Île de Clipperton (dépendant jusqu’en février 2007 de la Polynésie française avec le code 98799 commençant par 987, reçoit le code 989 en 2008 ; pas de code postal).

La création de collectivités territoriales à statut particulier conduit l'INSEE à leur accorder des numéros spécifiques se terminant par une ou deux lettres :
- 20R : collectivité de Corse ;
- 69M : métropole de Lyon ;
- 6AE : Collectivité européenne d'Alsace ;
- 75C : ville de Paris ;
- 972R : collectivité territoriale unique de Martinique ;
- 973R : collectivité territoriale unique de Guyane ;
- 976R : département de Mayotte.

Voisine mais indépendante de la France, la principauté de Monaco utilise depuis les années 1960 des codes à cinq chiffres commençant par « 980 » pour ses codes postaux. Le service postal monégasque est géré par une entreprise française, La Poste, mais en tant que pays étranger, Monaco se voit attribuer le code 99138 dans le Code officiel géographique.